# ويليام كانون (سياسي)
ويليام كانون (بالإنجليزية: William Cannon) هو سياسي أمريكي، ولد في 15 مارس 1809 في بريدجفيل في الولايات المتحدة، وتوفي بنفس المكان في 1 مارس 1865. حزبياً، نشط في الحزب الديمقراطي والحزب الجمهوري. وقد انتخب أمين صندوق الدولة ‏ وانتخب حاكم ولاية ديلاوير ‏ (20 يناير 1863 – 1 مارس 1865).